# Boca Pariamanu
Boca Pariamanu es una comunidad nativa del pueblo amahuaca, está ubicada en el distrito de Las Piedras, provincia de Tambopata, departamento de Madre de Dios en Perú. Es la única comunidad de esta etnia en la región.
Esta comunidad cuenta con resolución de reconocimiento R.D. 061-84-AG-RA-XXIV-MD de fecha 28/09/1984 y titulación de la localidad R.M. 00036-92 de fecha 3/02/1992.

## Extensión, población y lengua
Esta comunidad cuenta con una extensión de 4561.15 hectáreas y una población de 477 personas. Esta comunidad habla la lengua amahuaca, que es parte de la familia lingüística pano.

## Actividades económicas
Las principales actividades económicas de esta comunidad giran en torno a la agricultura, destacándose los cultivos del cacao y de la castaña de forma tradicional, a esto se ha agregado el ecoturismo.

## Amenazas
La minería ilegal y la tala de árboles por parte de extraños son consideradas las amenazas más importantes para la comunidad.